# George Bush (Geistlicher)

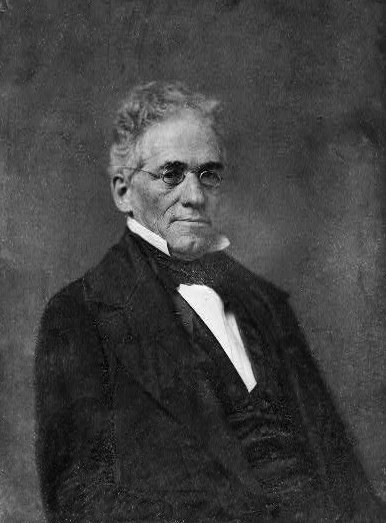
George Bush, 1796

George Bush (* 12. Juni 1796 in Norwich, Vermont; † 19. September 1859 in Rochester, New York) war ein US-amerikanischer presbyterianischer Geistlicher. Er ist ein entfernter Verwandter der beiden vormaligen US-Präsidenten George H. W. Bush und George W. Bush.

## Leben
George Bush, der Sohn des John Bush (* 1761; † unbekannt), absolvierte 1818 das Dartmouth College. Das Studium der Theologie am Princeton Theological Seminary schloss er als Master of Arts ab. 1823 bis 1824 war er in Princeton als Tutor tätig. 1825 heiratete er Anna Byram (1799–1827).
Bush wurde ordiniert und wirkte vier Jahre als christlicher Missionar in Indiana. 1831 wurde er Professor für hebräische und orientalische Literatur an der New York University. 1844 übernahm er die Herausgabe von Mark H. Newmans New Yorker Monatszeitschrift The Hierophant. Angriffe auf seine umfangreichen Buchpublikationen blieben nicht immer aus. Zum Beispiel wehrte er sich gegen Attacken auf das 1845 veröffentlichte Buch Anastasis im selben Jahr mit der Gegenschrift The resurrection of Christ.
Ab 1845 war Bush als Swedenborgianer aktiv – zum Beispiel als Herausgeber der Monatszeitschrift The New Church Repository.
George Bush fand die letzte Ruhe auf dem Mount Hope Friedhof in Rochester.

## Werke (Auswahl)
- The life of Mahommed. Founder of the religion of Islam and of the empire of the Saracens. New York 1832 (archive.org)
- The millennium of the Apocalypse. Salem 1842 (archive.org)
- Anastasis or The doctrine of the resurrection of the body, rationally and scripturally considered. New York 1845 (archive.org)
- The resurrection of Christ. New York 1845 (archive.org)
- Mesmer and Swedenborg or The relation of the developments of mesmerism to the doctrines and disclosures of Swedenborg. New York 1847 (archive.org)
- New church miscellanies or Essays ecclesiastical, doctrinal and ethical. New York 1855 (archive.org)
- Priesthood and clergy unknown to Christianity or The church a community of co-equal brethren. Philadelphia 1857 (archive.org)
- Notes
  - Notes, critical and practical, on the books of Joshua and Judges, designed as a general help to Biblical reading and instruction. New York 1838 (archive.org)
  - Notes critical and practical on the book of Leviticus, designed as a general help to Biblical reading and instruction. Boston 1842 (archive.org)
  - Notes, critical and practical on the book of Genesis, designed as a general help to Biblical reading and instruction. New York 1843 (archive.org, Bd. 2)
  - Notes, critical and practical on the book of Exodus, designed as a general help to Biblical reading and instruction. New York 1846 (archive.org Bd. 1)
  - Notes, critical and practical, on the book of Numbers designed as a general help to Biblical reading and instruction. New York 1858  (archive.org)

Herausgeber
- Richard Palmer: The Bible atlas. New York 1836
- Johann Friedrich Immanuel Tafel: Documents concerning the life and character of Emanuel Swedenborg. Übersetzer: John Henry Smithson (1803–1877).  New York 1847 (archive.org)
- Johann Heinrich Jung-Stilling: Theory of pneumatology. Übersetzer: Samuel Jackson. New York 1851 (archive.org)>